# 神鬼大都會
《神鬼大都會》（英語：Maanagaram）是一部2017年印度泰米爾語動作驚悚片，由洛克希·卡納賈拉吉編導，S·R·普拉布監製，斯里、桑迪普·基尚和蕾吉娜·卡桑德拉主演，賈韋德·里亞茲（Javed Riaz）擔任電影配樂的作曲家。本片為洛克希執導的首部長片作品，講述四個年輕人來到了大城市金奈，彼此的生活緊密交織。
《神鬼大都會》2017年3月10日在印度上映，獲得影評人的正面評價。本片被重拍為印地語的《孟買卡》（2023年）。

## 演員
- 斯里（英语：Sri (actor)）飾演巴拉尼（Bharani）
- 桑迪普·基尚飾演多情的前大學同學
- 蕾吉娜·卡桑德拉（英语：Regina Cassandra）飾演人力資源部人員[4]
- 查理（英语：Charle）飾演納塔拉賈（Nataraj）[5]
- 拉姆多斯（英语：Munishkanth）飾演綁匪[5]
- 馬杜蘇德漢·拉奧（英语：Madhusudhan Rao (actor)）飾演「PKP」P·K·潘迪安（P. K. Pandian 'P.K.P.'）[6]
- 拉維·文卡特（Ravi Venkat）飾演S·尼拉坎丹（S. Neelakandan）[7]
- 阿倫·亞歷山大（英语：Arun Alexander）飾演綁架集團成員[8]
- 沙·拉（英语：Sha Ra）飾演綁架集團成員[8]
- 赛·达希纳（英语：Sai Dheena）飾演P·K·潘迪安的黨羽[9]

## 外部連結
- 互联网电影数据库（IMDb）上《神鬼大都會》的资料（英文）